# Officine Panerai
Officine Panerai är ett exklusivt italiensk klockmärke (som byggs i Schweiz). 
Officine Panerai, normalt benämnt som bara "Panerai" grundades 1860 i Florens. Fram till 1996 producerade de endast klockor och djupmätare till italienska försvarsmakten. Panerai har två "modellserier": "Radiomir" som är en lite dressigare modellserie och "Luminor Marina"-serien som har Panerais varumärkesskyddade "bygellösning" över kronan. 
Officine Panerai producerar ett litet antal herrklockor varje år. 
Numera ägs märket av "Richemont group" som äger flera exklusiva klocktillverkare.